# Bang Masters
 (avril 2017).
Si vous disposez d'ouvrages ou d'articles de référence ou si vous connaissez des sites web de qualité traitant du thème abordé ici, merci de compléter l'article en donnant les références utiles à sa vérifiabilité et en les liant à la section « Notes et références ».
Albums de Van Morrison
The Best of Van Morrison
(1990) The Best of Van Morrison : Volume Two
(1993)
Bang Masters est la 5e compilation du chanteur et auteur-compositeur nord-irlandais Van Morrison, sortie en 1991.

## Liste des titres
Toutes les chansons sont écrites et composées par Van Morrison, sauf annotation.
| 1.    | Brown Eyed Girl (Full-Length Unedited Version)          | 3:05 |
| 2.    | Spanish Rose                                            | 3:53 |
| 3.    | Goodbye Baby (Baby Goodbye) (Wes Farrell, Bert Russell) | 2:59 |
| 4.    | Ro Ro Rosey                                             | 3:05 |
| 5.    | Chick-A-Boom (Bert Berns, Morrison)                     | 3:14 |
| 6.    | It’s All Right                                          | 4:59 |
| 7.    | Send Your Mind                                          | 2:51 |
| 8.    | The Smile You Smile                                     | 2:58 |
| 9.    | The Back Room                                           | 5:31 |
| 10.   | Midnight Special                                        | 2:45 |
| 11.   | T.B. Sheets                                             | 9:38 |
| 12.   | He Ain’t Give You None (Alternate version)              | 5:52 |
| 13.   | Who Drove the Red Sports Car                            | 5:40 |
| 14.   | Beside You                                              | 6:08 |
| 15.   | Joe Harper Saturday Morning (Alternate version)         | 4:17 |
| 16.   | Madame George                                           | 5:19 |
| 17.   | Brown Eyed Girl (Alternate Take)                        | 3:41 |
| 18.   | I Love You (The Smile You Smile)                        | 2:21 |
| 78:18 |                                                         |      |

## Crédits
- Production : Bert Berns
- Production (digitale) : Amy Herot
- Ingénierie : Brooks Arthur, Stephen St. Croix
- Direction artistique : Joel Zimmerman
- Remastering, remix : Mark Wilder
- A&R : Penny Armstrong
- Chef de produit : Tony Tiller, Richard Bauer
- Design : Ink-a-Dinka Inc.
- Photographie : David Gahr